# Amazon Alexa
Amazon Alexa, o simplemente Alexa, es un asistente virtual desarrollado por Amazon, utilizado por primera vez en el altavoz inteligente Amazon Echo.
Está disponible en inglés, alemán,  español, japonés, francés e italiano.[cita requerida]

## Descripción
Alexa puede controlar varios dispositivos inteligentes que sean compatibles con este sistema, como focos, interfonos, cámaras de videovigilancia e interruptores inteligentes.
Los usuarios pueden extender sus habilidades instalando "skills" (funcionalidades adicionales desarrolladas por terceros parecidas a las aplicaciones) desde la app Alexa. También pueden crear rutinas para automatizar sus dispositivos inteligentes en función de un comando de voz, hora o ubicación. 
Los dispositivos compatibles con Alexa permiten a los usuarios activar el sistema utilizando una palabra de activación (como Alexa, Echo o Amazon); otros dispositivos (como la app de Amazon Alexa y la app de Amazon Music para Android y iOS) requieren que el usuario pulse un botón para activar el modo de escucha de Alexa. También, existen dispositivos de terceros con Alexa integrada.
En septiembre de 2017, Amazon contaba con más de 5000 empleados trabajando para el asistente y otros productos relacionados, constituyendo un foco muy importante de la estrategia de nuevos productos de la empresa.[cita requerida]
En septiembre de 2019, Amazon lanzó una opción para que los dispositivos contengan la voz de famosos actores, que los usuarios podrán elegir para sus equipos. El primero disponible en la lista de celebridades será Samuel L. Jackson.

## Historia
En noviembre de 2014, Amazon anunció Alexa junto a Echo. Para crear a Alexa se inspiraron en la voz del ordenador y el sistema de conversación a bordo del Starship Enterprise en series de televisión y películas de ciencia ficción, comenzando con Star Trekː The Original Series y Star Trekː The Next Generation.
En mayo de 2018, Amazon anunció que Alexa estará incluida en las 35,000 casas de Lennar Corporation construidas este año.
En noviembre de 2018, Amazon anunció que Alexa estaría disponible en México a través de los dispositivos Echo (Echo, Echo Dot, Echo Plus) y la app de Alexa.

## Aplicación
La aplicación Alexa permite habilitar skills, crear rutinas, enviar mensajes o realizar videollamadas a contactos que tengan cuenta en Alexa.
Esta app puede ser utilizada por usuarios sin dispositivos Echo a través de la opción «En este dispositivo» o por los propietarios de los dispositivos con Alexa para su configuración. Está disponible en la App Store, Google Play y Amazon Appstore.
Además, permite a los usuarios acceder a los recursos de ayuda, emparejar dispositivos bluetooth, gestionar calendarios y revisar el historial de interacciones y enviar una valoración a Amazon sobre la calidad de las respuestas.
También está disponible una interfaz web para configurar y controlar dispositivos compatibles.

## Alexa Voice Service
Amazon permite a los fabricantes de dispositivos integrar las capacidades de voz de Alexa en sus propios productos conectados utilizando el Alexa Voice Service (AVS), un servicio de la nube que proporciona que APIs interactúe con Alexa. Los productos fabricados utilizando AVS tienen acceso a la lista en desarrollo de las capacidades de Alexa, incluyendo todas las "Alexa Skills" (sus habilidades). AVS proporciona un servicio de reconocimiento de voz basado en la nube (Cloud-based Automatic Speech Recognition) (ASR) y un lenguaje natural comprensivo (NLU). No hay tarifas para las compañías que están tratando de integrar Alexa en sus productos utilizando AVS.
La voz de Amazon Alexa es generada por una larga red de memoria neuronal y artificial a corto plazo.[cita requerida]

## Habilidades de Alexa
Las habilidades de Alexa son el equivalente a las aplicaciones de los teléfonos inteligentes. Éstas añaden nuevas funcionalidades al asistente inteligente de Amazon, y están disponibles en la tienda de Habilidades ("Skills").
En ella, se pueden encontrar habilidades de diferentes categorías. Entre las categorías de Habilidades ("Skills") disponibles se encuentran: Habilidades de juegos y curiosidades, música, noticias, estilo de vida, negocios y finanzas, salud, entretenimiento, comida y bebidas y hogar.
Al activar la habilidad desde la tienda, estará disponible en todos los dispositivos Alexa vinculados a tu cuenta. Algunas Habilidades ofrecen compras dentro de la aplicación ("In-App Purchases").
Otra de las funciones más conocidas son los Modos de Alexa, una serie de configuraciones y características diseñadas para añadir entretenimiento y diversión a tu experiencia con los dispositivos Alexa. Estos modos suelen incluir juegos, bromas, actividades interactivas y respuestas humorísticas a ciertas preguntas o comandos.
Los modos de Alexa se pueden activar al decir un comando de voz específico. Por ejemplo, para activar el modo telenovela, di "Alexa, activa el modo Telenovela".
Estas habilidades son una forma divertida de interactuar con un dispositivo echo, pueden ser especialmente útiles para animar el ambiente o simplemente pasar un buen rato con amigos o familiares.